# Faculdade de Odontologia da Universidade Federal de Minas Gerais

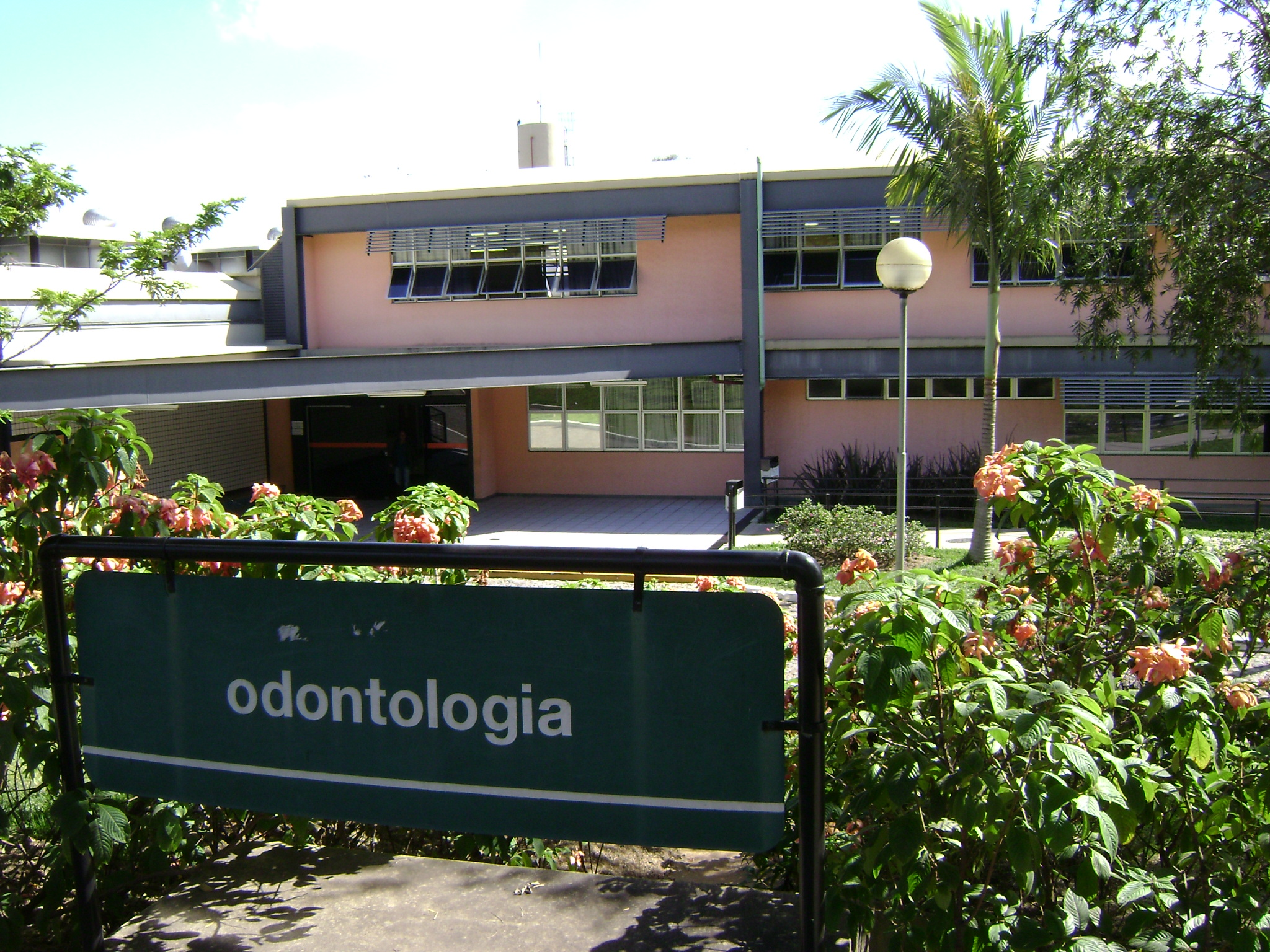
Entrada da Faculdade de Odontologia.

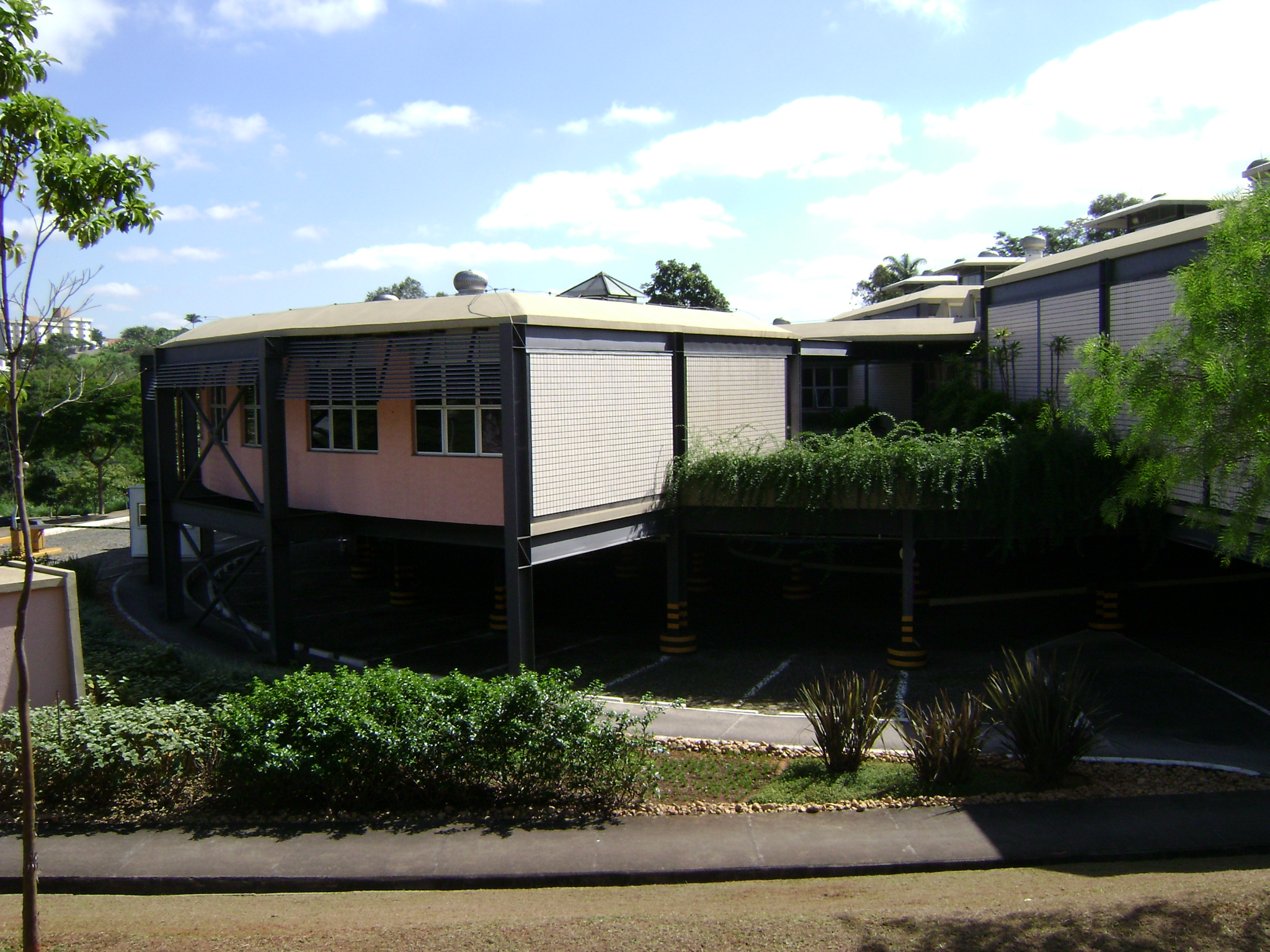
Vista parcial da faculdade.

A escola de Odontologia da Universidade Federal de Minas Gerais é uma instituição localizada dentro do campus Pampulha da universidade.
Nela é lecionada o curso de odontologia e matérias do curso de medicina.
Essa foi uma das faculdades pioneiras na formação da Universidade em 1927.